# NGC 6395
NGC 6395 (również PGC 60291 lub UGC 10876) – galaktyka spiralna (Sc/P), znajdująca się w gwiazdozbiorze Smoka. Odkrył ją Edward D. Swift 18 września 1884 roku.